# 足柄駅 (神奈川県)
足柄駅（あしがらえき）は、神奈川県小田原市扇町三丁目にある、小田急電鉄小田原線の駅。駅番号はOH 46。

## 歴史

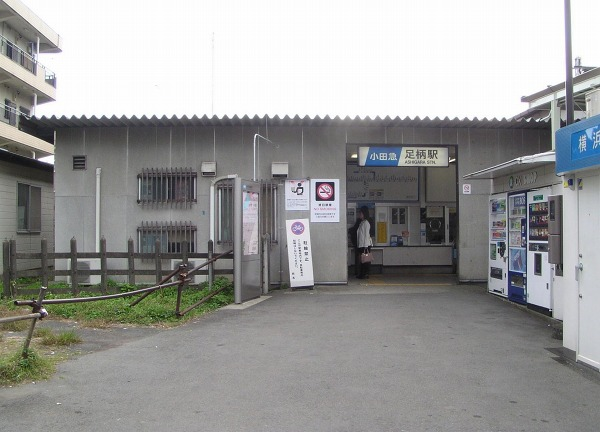
旧駅舎（2006年10月）

### 年表
- 1927年（昭和2年）4月1日：開設。「直通」の停車駅となる。なお、各停は新宿駅 - 稲田登戸駅（現・向ヶ丘遊園駅）間運行であり、当駅までの運行は無かった。
- 1945年（昭和20年）6月：各停全線運行開始に伴い、停車駅となる。同時に「直通」廃止。
- 1946年（昭和21年）10月1日：準急新設、停車駅となる。
- 1960年（昭和35年）3月25日：通勤準急新設、停車駅となる。
- 1964年（昭和39年）11月5日：通勤準急廃止。
- 1983年（昭和58年）3月22日：一部急行停車開始。
- 1984年（昭和59年）1月31日：貨物取扱廃止。同時に日本専売公社専用線廃止。
- 2008年（平成20年）
  - 年内：駅舎改築。
  - 3月15日：新松田駅以西に準急が乗り入れなくなったため、停車駅より除外。
- 2018年（平成30年）3月17日：小田原駅 - 本厚木駅間で各駅に停車する急行について、新松田で各停から急行へ種別変更する形態となるため、停車駅より除外[1]。

### 駅名の由来
開設当時の駅所在地が「足柄下郡足柄村」であったことと、「足柄」が「箱根」の枕詞であったことから名付けられた。当初は付近の地名から「多古（）」とする予定であったが、語呂が悪いとのことで採用されなかった。

## 駅構造

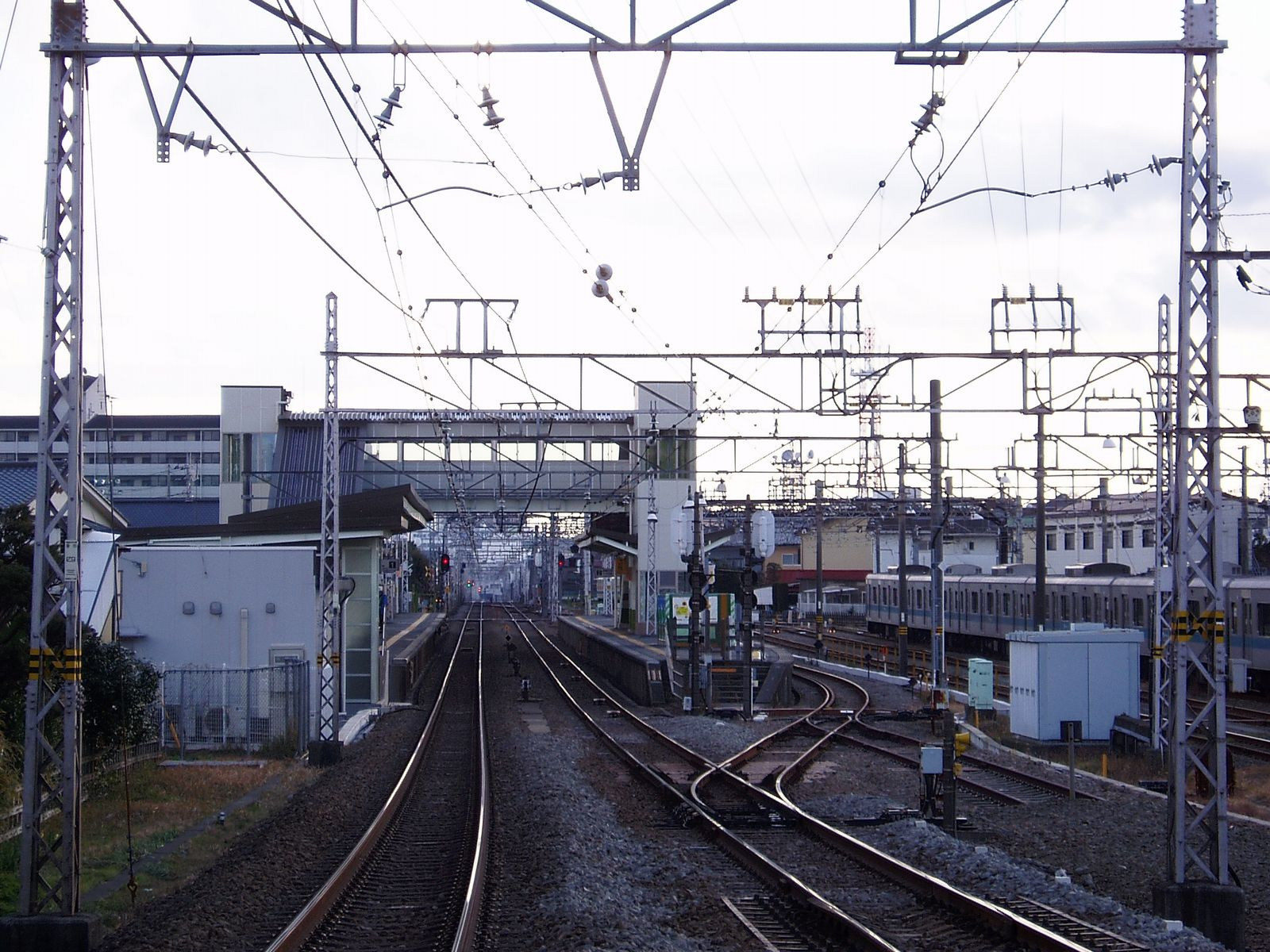
駅構内（2009年1月）

島式・単式ホーム2面3線を有する地上駅。ホーム有効長はいずれも6両分である。
のりばは下り線側より1 - 3番ホームとなっている。上り線のみ待避設備を有し、2番ホームが主本線、3番ホームが待避線となっている。1番ホーム螢田方に平屋建て駅舎があり、自動券売機・自動改札機がある。ホーム間に跨線橋があり、エレベーターが併設されている。小田急では、構内横断踏切が最後まで残っていた駅でもある。
2015年度（平成27年度）には、隣の螢田駅と併せて開成駅・栢山駅・富水駅も含め行先案内表示器新設が計画され、同年末までに改札口付近上部への設置が完了した。
足柄電車区と足柄車掌区が併設されており、一部列車において当駅で乗務員交代が行われる場合がある。

### のりば
| ホーム | 路線     | 方向 | 行先                          |
| ------ | -------- | ---- | ----------------------------- |
| 1      | 小田原線 | 下り | 小田原・箱根湯本方面          |
| 2・3   | 小田原線 | 上り | 新宿・相模大野・ 千代田線方面 |

#### 留置線
駅構内には留置線があるが、これは小田原線開通時に当駅に車両基地が置かれていた名残である。以前は留置線より日本専売公社小田原工場専用線が延びていたが、1984年（昭和59年）に廃止されてからは線路跡が残るのみである。この留置線には、当駅 - 小田原駅間で回送列車が運行されており、夜間滞泊も設定されている(10両編成2本・6両編成3本(うち1本は3番ホーム)・4両編成1本・特急ロマンスカーEXEもしくはEXEα10両編成1本)。

## 利用状況
2024年度（令和6年度）の1日平均乗降人員は3,561人である。小田急線全70駅中70位で、小田急全線で1番少ない。但し、南新宿駅との差は僅かであり、年度によっては順位が入替わる場合がある。
近年の1日平均乗降・乗車人員の推移は以下の通り。
| 年度               | 1日平均 乗降人員 | 1日平均 乗車人員 | 出典     |
| ------------------ | ---------------- | ---------------- | -------- |
| 1995年（平成07年） |                  | 1,464            | [ * 1 ]  |
| 1998年（平成10年） |                  | 1,311            | [ * 2 ]  |
| 1999年（平成11年） |                  | 1,309            | [ * 3 ]  |
| 2000年（平成12年） |                  | 1,322            | [ * 3 ]  |
| 2001年（平成13年） |                  | 1,363            | [ * 4 ]  |
| 2002年（平成14年） |                  | 1,325            | [ * 5 ]  |
| 2003年（平成15年） | 2,789            | 1,321            | [ * 6 ]  |
| 2004年（平成16年） | 2,875            | 1,363            | [ * 7 ]  |
| 2005年（平成17年） | 2,950            | 1,401            | [ * 8 ]  |
| 2006年（平成18年） | 3,012            | 1,433            | [ * 9 ]  |
| 2007年（平成19年） | 3,022            | 1,456            | [ * 10 ] |
| 2008年（平成20年） | 3,038            | 1,468            | [ * 11 ] |
| 2009年（平成21年） | 3,067            | 1,484            | [ * 12 ] |
| 2010年（平成22年） | 2,966            | 1,442            | [ * 13 ] |
| 2011年（平成23年） | 2,976            | 1,452            | [ * 14 ] |
| 2012年（平成24年） | 3,070            | 1,509            | [ * 15 ] |
| 2013年（平成25年） | 3,303            | 1,631            | [ * 16 ] |
| 2014年（平成26年） | 3,447            | 1,704            | [ * 17 ] |
| 2015年（平成27年） | 3,624            | 1,797            | [ * 18 ] |
| 2016年（平成28年） | 3,877            | 1,929            | [ * 19 ] |
| 2017年（平成29年） | 3,917            | 1,957            | [ * 20 ] |
| 2018年（平成30年） | 3,984            | 1,993            | [ * 21 ] |
| 2019年（令和元年） | 3,893            | 1,945            | [ * 22 ] |
| 2020年（令和02年） | 3,408            |                  |          |
| 2021年（令和03年） | 3,498            |                  |          |
| 2022年（令和04年） | 3,589            |                  |          |
| 2023年（令和05年） | 3,571            |                  |          |
| 2024年（令和06年） | 3,561            |                  |          |

## 駅周辺
駅の北で小田急小田原線は伊豆箱根鉄道大雄山線と交わり、同線は駅から400メートルほどの距離に五百羅漢駅と井細田駅がある。
- 小田原市立病院
- 小田原扇町郵便局
- 小田原久野郵便局
- 小田原市立白山中学校
- 小田原市立足柄小学校
- アマゾン小田原フルフィルメントセンター

## 山王川河川改修事業
当駅の南側を流れる山王川については、近年浸水被害や大雨による氾濫危険水位を超えている場合がある。このため神奈川県や小田原市では、この被害軽減を図る目的で、富士見橋と小田急線橋梁区間の約270 mにおいて、改修工事を実施する。この事業は、小田急小田原線の山王川橋梁改築も含まれる。完成は2024年度（令和6年度）の予定。
小田急電鉄では、2021年（令和3年）3月13日ダイヤ改正に合わせる形で、当駅隣接の留置線機能を一部撤去・停止し、本改修工事に備える。

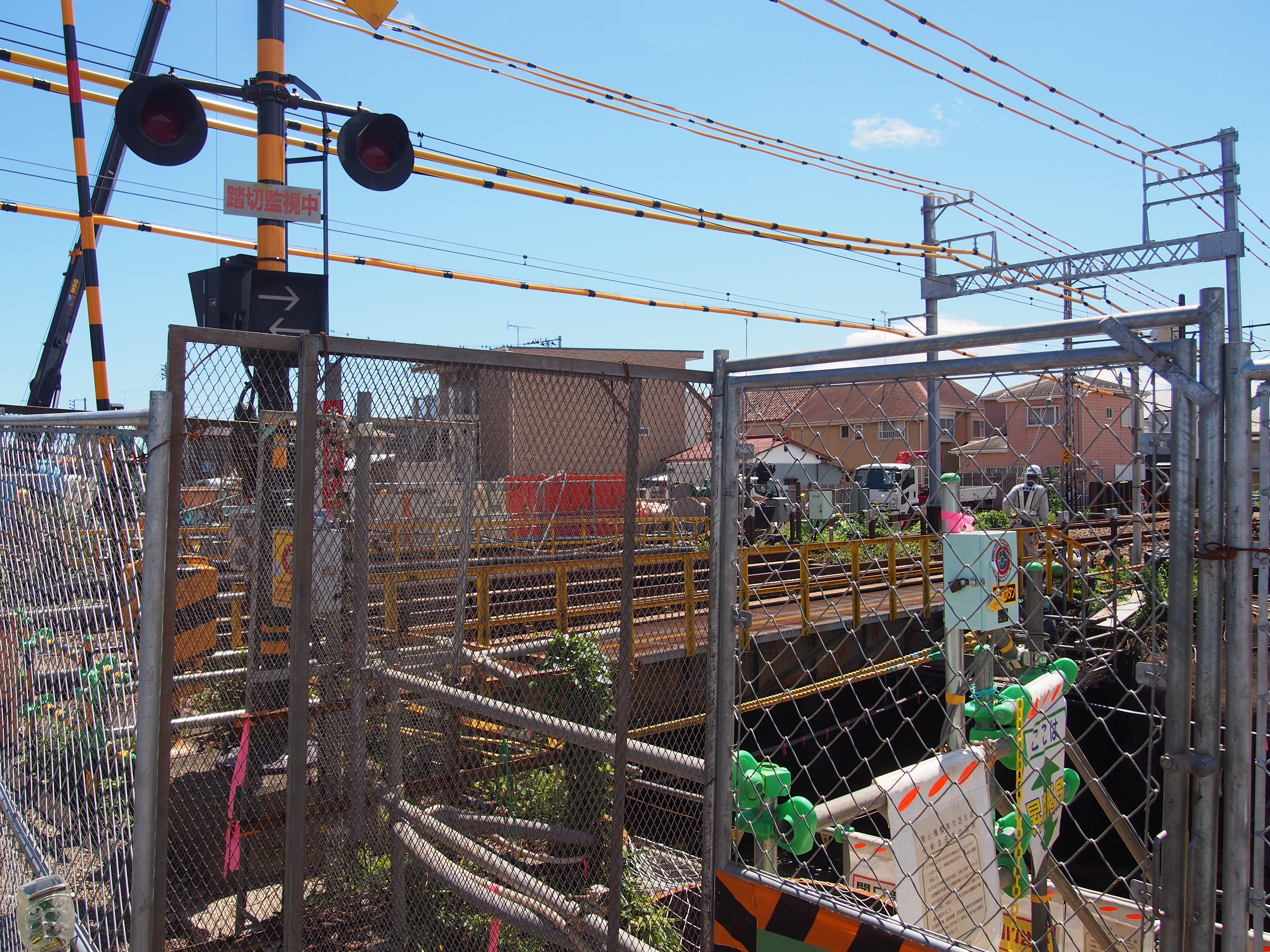
改築中の山王川橋梁を小田原方向に見る（2021年8月）
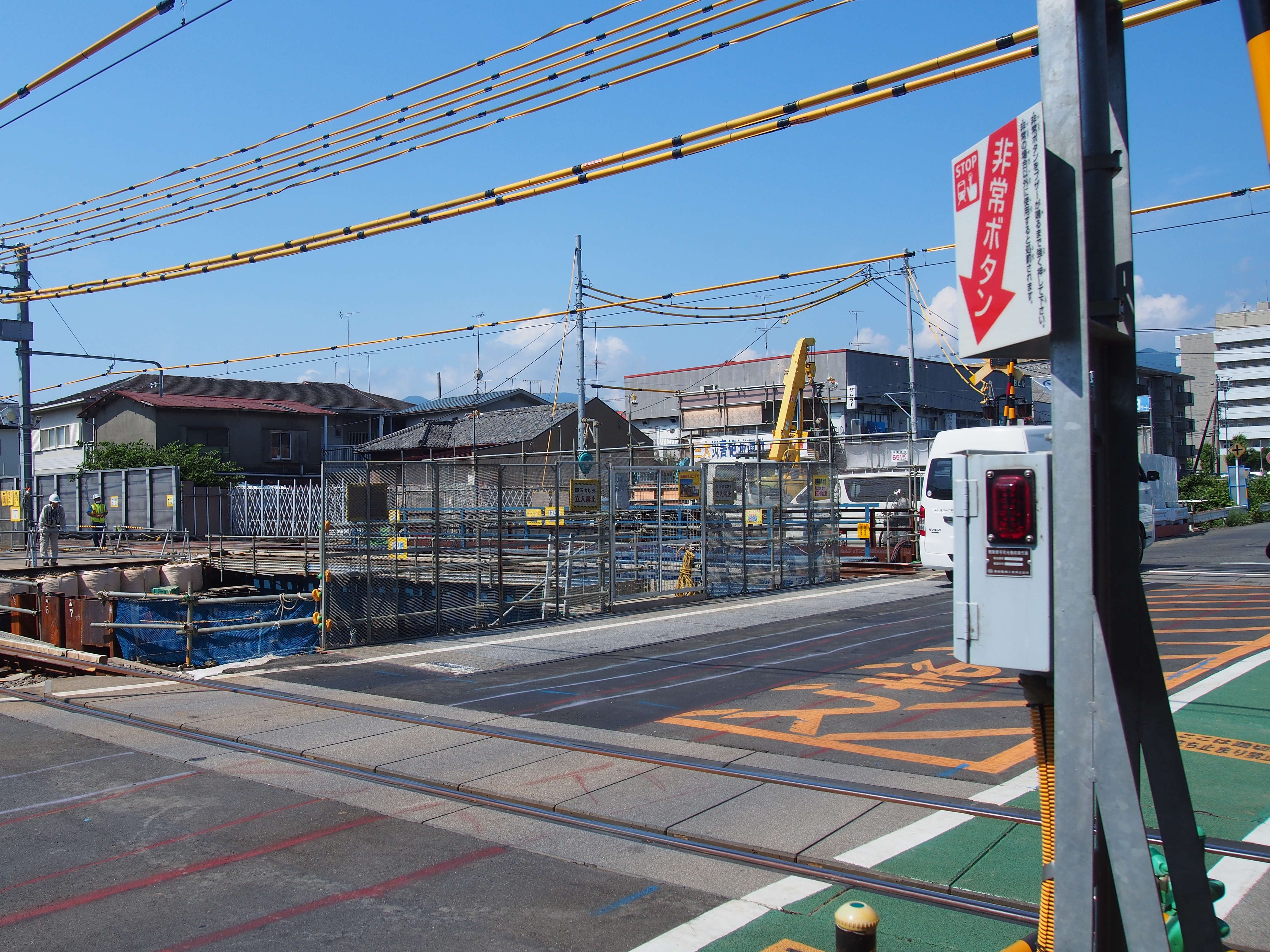
改築中の山王川橋梁。踏切幅が広がっている他、上下線も仮線へ切替わっていることが分かる。（2023年7月）

## 隣の駅
小田急電鉄
 小田原線

■快速急行・■急行
通過
■各駅停車
螢田駅 (OH 45) - 足柄駅 (OH 46) - 小田原駅 (OH 47)